# Francisco Aliot
Francisco Aliot fue un grabador en madera español de mediados del siglo XIX.
Natural de Valencia, fue discípulo de Vicente Castelló y colaboró con él en la decoración de la iglesia de San Salvador de esa ciudad. Grabó también varias láminas para los periódicos El Semanario Pintoresco y el Museo de las Familias, así como para las obras Educación familiar de los niños y Vida de Santa Filomena, de la que fue editor.
Asimismo, grabó en madera algunos retratos y la estampa de la Educación familiar de los niños.